# Liste der Monuments historiques in Saint-Étienne-les-Orgues
Die Liste der Monuments historiques in Saint-Étienne-les-Orgues führt die Monuments historiques in der französischen Gemeinde Saint-Étienne-les-Orgues auf.

## Liste der Bauwerke
| Bezeichnung             | Beschreibung                  | Standort | Kennzeichnung | Schutzstatus | Datum | Bild           |
| ----------------------- | ----------------------------- | -------- | ------------- | ------------ | ----- | -------------- |
| Ehemaliges Kloster Lure | Erbaut im 12./13. Jahrhundert | (Lage)   | PA00080462    | Classé       | 1980  | weitere Bilder |

## Liste der Objekte
- Monuments historiques (Objekte) in Saint-Étienne-les-Orgues in der Base Palissy des französischen Kultusministeriums